# Буальдьё, Луи Леже
Луи-Леже Буальдьё (фр. Louis-Léger Boyeldieu; 1774—1815) — французский военный деятель, дивизионный генерал (1813 год), барон (1808 год), участник революционных и наполеоновских войн. Имя генерала выбито на Триумфальной арке в Париже.

## Биография
Родился в семье земледельца Луи-Леже Буальдьё (фр. Louis-Leger Boyeldieu; 1729—1775) и его супруги Марии Анзьом (фр. Marie Marguerite Ansiaume; 1739—1813). В возрасте 16 лет, 8 октября 1790 года присоединился к Национальной гвардии родного Монсюра. 2 сентября 1791 года начал военную службу солдатом 3-го батальона волонтёров департамента Сомма, сформированного в Амьене, и уже 21 сентября был избран сослуживцами младшим лейтенантом. Служил в гарнизоне Сент-Амана и в военном лагере Мольда. 4 февраля 1792 года стал лейтенантом. В ноябре 1792 года определён с батальоном в состав Северной армии генерала Миранды. Находился при блокаде Антверпена в 1792 году. 26 декабря 1793 года в Монс-ан-Барёль 3-й батальон Соммы влился путём амальгамы в 24-ю пехотную полубригаду, после чего лейтенант Буальдьё был определён в 4-ю роту 2-го батальона. В марте 1794 года 24-я полубригада вошла в состав бригады генерала Макдональда дивизии генерала Суама Северной армии генерала Пишегрю. 15 июня 1794 года произведён в капитаны, и был назначен командиром 6-й роты 2-го батальона. В 1795 году переведён в Самбро-Маасскую армию генерала Журдана с назначением в дивизию генерала Марсо. В сентябре 1795 года участвовал в осаде укреплений Эренбрайтштайна. 24 февраля 1796 года в Гронингене 24-я полубригада была переформирована в 61-ю полубригаду линейной пехоты. В рядах дивизии генерала Шампионне 17 августа 1796 года сражался при Зульцбахе. 8 ноября 1796 года переведён вместе с дивизией генерала Бернадотта в состав Итальянской армии Бонапарта и 25 февраля 1797 года прибыл в Милан. Сражался 16 марта при Вальвазоне. После заключения 18 октября 1797 года мирного договора в Кампо-Формио служил в Триесте и Вероне, откуда 18 января 1798 года выступил к побережью Ла-Манша и в Авранше присоединился к бригаде генерала Фриана дивизии генерала Дезе. 25 мая 1798 года в составе Восточной армии отплыл из Чивитавеккьи и 1 июля 1798 года прибыл в Александрию. Сражался при Шубрахите и Пирамидах. В декабре 1798 года участвовал в экспедиции генерала Дезе в Верхний Египет. Во главе гренадерской роты 3-го батальона участвовал во всех боях против Мурад-бея. Был отозван обратно в дельту, где воевал с турками. Был ранен при взятии форта Абукир 25 июля 1799 года. 13 марта 1801 года ранен пулей в шею в бою у озера Мадьех. 16 апреля 1801 года произведён генералом Мену в командиры батальона. В октябре 1801 года возвратился в Марсель, под началом полковника Дорсенна служил в гарнизонах Безансона  и Мехелена. С августа 1803 года в составе Армии Берегов Океана в военном лагере Брюгге.
1 сентября 1805 года переведён в Императорскую гвардию в качестве командира батальона пеших гренадер. Принимал участие в Австрийской кампании 1805 года.
9 марта 1806 года произведён в полковники, и был назначен командиром 4-го полка линейной пехоты, известного как «Гасконцы 4-го» (фр. Gascons du 4e) в составе 2-й пехотной дивизии генерала Вандама 4-го корпуса маршала Сульта. Участвовал в Прусской кампании 1806 года и Польской 1807 года. Был при Йене и Любеке. 3 февраля 1807 года был ранен пулей в левую ногу при Бергфриде. Через два дня, 5 февраля при Деппене, получил новое пулевое ранение в левую руку. 7-8 февраля сражался при Эйлау. 10 июня при Гейльсберге ранен картечью в левое плечо. После окончания боевых действий служил в гарнизоне Штеттина. В январе 1809 года переведён в гарнизон Нанси. 11 февраля 1809 года получил отпуск для лечения ран, но уже 8 мая того же года возвратился к командованию полком. Принял участие в Австрийской кампании 1809 года. Сражался 21-22 апреля при Экмюле, отличился в сражении 21-22 мая при Асперне-Эсслинге, 6 июля ранен пулей в бедро и потерял лошадь, убитую под ним, в сражении при Ваграме, 10-11 июля 1809 года сражался при Цнайме. После подписания 14 октября 1809 года Шёнбруннского мирного договора служил в Моравии. В феврале 1810 года переведён в Голландию, а в мае – в Булонский военный лагерь.
21 июля 1811 года был произведён в бригадные генералы и был назначен начальником штаба корпуса пеших гренадеров Императорской гвардии. 15 сентября 1811 года представлен Императору во дворце Компьеня. 23 февраля 1812 года был назначен членом Избирательной коллегии департамента Сомма. 2 марта 1812 года возглавил 2-ю бригаду 2-й пехотной дивизии Молодой гвардии генерала Роге. Учачствовал в Русской кампании 1812 года. Сражался при Бородино, Красном, Березине и Ковно. В январе 1813 года возвратился в Париж и 9 февраля назначен командиром 3-й бригады 2-й дивизии генерала Барруа Молодой гвардии. В ходе Саксонской кампании сражался 2 мая при Лютцене, 20-21 мая при Баутцене, 22 мая при Райхенбахе и 23 мая при Гёрлице. 26 августа получил тяжёлую огнестрельную рану в левое плечо при Дрездене. 7 сентября 1813 года награждён чином дивизионного генерала, но уже 30 сентября вынужден был вернуться во Францию для лечения ран.
При первой Реставрации Бурбонов оставался с 1 сентября 1814 года без служебного назначения и проживал в Монсюре. Во время «Ста дней» назначен 13 апреля 1815 года военным комендантом Тулона, но по состоянию здоровья не смог приступить к исполнению обязанностей. Умер из-за последствий ранений 17 августа 1815 года в Монсюре в возрасте 41 года.
Воспоминания генерала были опубликованы в 1999 году совместно с воспоминаниями генерала Теста в сборнике «Souvenirs de deux généraux du Premier Empire».

## Воинские звания
- Солдат (2 сентября 1791 года);
- Младший лейтенант (21 сентября 1791 года);
- Лейтенант (4 февраля 1792 года);
- Капитан (15 июня 1794 года);
- Командир батальона (16 апреля 1801 года, утверждён 5 июля 1801 года);
- Командир батальона гвардии (1 сентября 1805 года);
- Полковник (9 марта 1806 года);
- Бригадный генерал (21 июля 1811 года);
- Дивизионный генерал (7 сентября 1813 года).

## Титулы

Герб барона

- Барон Буальдьё и Империи (фр. baron Boyeldieu et de l'Empire; декрет от 19 марта 1808 года, патент подтверждён 20 июля 1808 года в Байонне)[2][3].

## Награды
Легионер ордена Почётного легиона (14 июня 1804 года)
 Офицер ордена Почётного легиона (14 марта 1806 года)
 Коммандан ордена Почётного легиона (11 июля 1807 года)
 Кавалер ордена Железной короны (23 декабря 1807 года)
 Кавалер Военного ордена Святого Людовика (29 июля 1814 года)